# Charles Wood (compositeur)
Pour les articles homonymes, voir Charles Wood et Wood.
Charles Wood (Armagh, 15 juin 1866 – Cambridge, 12 juillet 1926) est un compositeur, pédagogue et organiste irlandais.

## Biographie
Né à Vicars' Hill, dans l'enceinte de la cathédrale d'Armagh en Irlande du Nord, il est le cinquième enfant et troisième fils de Charles Wood père, et Jemima Wood.
Wood reçoit sa première éducation à l'école du Chœur de la Cathédrale et étudie l'orgue avec les deux Organistes et Maîtres de Chœur de la Cathédrale d'Armagh, Robert Turle et son successeur Dr Thomas Marks. En 1883, il devient un des cinquante membres de la classe inaugurale du Royal College of Music, étudiant d'abord la composition avec Charles Villiers Stanford et Charles Hubert Hastings Parry, et secondairement le cor et le piano. Après quatre ans d'études, il poursuit celles-ci au Selwyn College à Cambridge jusqu'en 1889, où il commence à enseigner l'harmonie et le contrepoint. En 1889, il obtient un poste d'enseignant au Gonville and Caius College à Cambridge, d'abord comme organiste assistant (organ scholar) puis comme titulaire en 1894, devenant ainsi le premier Directeur de la Musique et Organiste (Director of Music and Organist). Il joue un rôle dans le développement de la musique au collège, mais plus en tant que professeur et organisateur d'événements musicaux que comme compositeur. Après le décès de Stanford, Wood assume en 1924 le poste de Professeur de Musique laissé vacant par son maître à l'Université de Cambridge.
Parmi ses élèves, on trouve Ralph Vaughan Williams à Cambridge et Herbert Howells au Royal College of Music.
La compositrice Ina Boyle était sa cousine.

## Liste des œuvres
De même que son collègue plus célèbre, Charles Villiers Stanford, Wood est surtout connu pour sa musique d'église anglicane.

### Musique de chambre

#### Quatuors à cordes
- No. 1 en ré mineur (1885)
- No. 2 en mi bémol, 'Highgate' (1892)
- No. 3 en la mineur (1911/12?)
- No. 4 en mi bémol majeur, 'Harrogate' (1912)
- No. 5 en fa majeur (1914/15?)
- No. 6 en ré majeur (1915/16?)

### Instruments seuls

#### Orgue
- Variations et fugue on 'Winchester Old' (1907/8)
- Three preludes on melodies from the Genevan Psalter (1907/8)
- Sixteen preludes on melodies from the English et Scottish Psalters (1911/12)
- Suite en the Ancient Style (1915?)

#### Piano
The Choristers' March

### Cantates
- Ode to the West Wind, pour ténor solo, chœur mixte et orchestre, Op.3 (1889?)
- Music — an ode pour soprano solo, chœur mixte et orchestre (1892/3)
- A ballade of Dundee pour bass solo, chœur mixte et orchestre (1904?)
- Eden Spirits pour voix d'hommes et piano (1915?)

### Musique sacrée
- Magnificat et Nunc Dimittis Collegium Regale en F (SATB double chœur + orgue)
- Magnificat et Nunc Dimittis en ré (SATB+organ)
- Magnificat et Nunc Dimittis en sol (SATB+organ)
- Magnificat et Nunc Dimittis en mi bémol (SATB+organ)
- Magnificat et Nunc Dimittis en mi bémol  'no. 2' (posthumous) (SATB+orgue)
- Magnificat et Nunc Dimittis en mi (ATB double chœur)
- Communion setting 'in the Phrygian mode'
- St Mark Passion
- Glorious et Powerful God
- Hail, gladdening Light (SATB double chœur)
- Once He came en blessing (SATB double chœur et T solo)
- Father, all-holy (SATB double chœur)
- O King most high (SATB double chœur)
- Glory et honour (SATB double chœur)
- Great Lord of Lords (ATB double chœur)
- Oculi Omnium (SATB chœur)
- Haec Dies (SSATBB chœur)
- Expectans expectavi (SATB+organ)
- O Thou, the central orb (SATB+organ)

### Œuvres vocales profanes

#### Madrigaux
- If love be dead pour SSATB (1886?)
- Slow, slow fresh fount pour SSATB (1888)
- The bag of the bee pour SSATB (1895-1925?)

#### Musique chorale

##### Voix Mixtes
(pour SATB sauf indication contraire)
- How sweet the moonlight sleeps pour SSATB (1887/8?)
- Blow, blow thou winter wind (1888?)
- The Hemlock Tree (1890/1?)
- Full fathom five (1890/1?)
- It was a lover (1892/3?)
- Wanderer's night song (1892/3)
- The widow bird (1895/6?)
- A land dirge (1898?)
- The countryman (1898?)
- A century's penultimate pour SSATBB (1899)
- Nights of music (1899?)
- As the moon's soft splendour (1905?)
- The whispering waves (1905?)
- I call et I call pour SSATB (1905?)
- How sweet the tuneful bells (1906)
- Come sleep (1908?)
- When whispering strains pour SSATB (1908?)
- Fain would I change (1908?)
- Music, when soft voices die (1908?)
- Haymakers, rakers (1908?)
- Time (1914)
- Awake, awake (1914?)
- Love, what wilt thou (1921?)
- Follow, follow (1922?)
- Shepherd's Sunday song (1923?)
- Spring song (1923?)
- Autumn (1924?)
- Wassail (1925?)
- Lullaby (pub. 1927)
- The Lamb (pub. 1927)
- Down en yon summer vale, original pour voix d'hommes (pub. 1927)
- Hence away, begone (pub. 1929)
- The solitary reaper (pub. 1930)
- Rose-cheeked Laura (pub. 1931)
- When to her lute (pub. 1933)
- Spring time (pub. 1937)

##### Voix d'hommes
- It was a lover pour ATTB (1892/3?)
- It was an English ladye bright pour baryton solo et TTBB (1899)
- Down en yon summer vale pour TTBB (1901?)
- There comes a new moon pour ATTB (1907/8?)
- When winds that move not pour ATTB (1912/13?)
- The Russian lover pour TTBB (1921/2?)
- Paty O'Toole pour TTBB (1922)
- There be none of beauty's daughters pour ATTB (1926)
- A clear midnight pour TTBB (pub. 1926)
- When thou art nigh pour TTBB (pub. 1927)
- Neptune's empire pour TBB (pub. 1927)
- Robin Hood pour TBB (pub. 1927)
- Carmen Caianum pour voix d’hommes à l’unisson (1891/2?)

##### Voix de Femmes
- The nymph's faun pour SSAA (1908?)
- Echo pour SSA et piano (1908/9?)
- Cowslips pour her covering pour SSAA et piano (1912/13?)
- Good precepts pour SSA et piano (1912/13?)
- Music when soft voices die pour SSA et piano (1914/15?)
- Sunlight all golden pour SSSS et piano (1918)
- The starlings pour SSA (1918/19?)
- Lilies pour SSA (1918/19?)
- Golden slumbers pour SSSS (1919/20?)
- To music bent pour SSA et piano ou deux violons (1920/1?)
- To welcome en the year pour SSA (1923/24?)
- The blossom pour SSA (pub. 1926)
- What is a day pour SSA et piano (pub. 1927.)

### Mélodies
- Irish Folk Songs (pub. 1897)
- Irish County Songs
  - Volume I (pub. 1914)
  - Volume II (pub. 1927)
  - Volume III (pub. 1928)
- Anglo-Irish Folk Songs Volume I (pub. 1931)

### Opéra
- The Pickwick Papers (basé sur le roman de Charles Dickens, créé au Royal College of Music en 1922)